# Marshall Gold Discovery State Historic Park

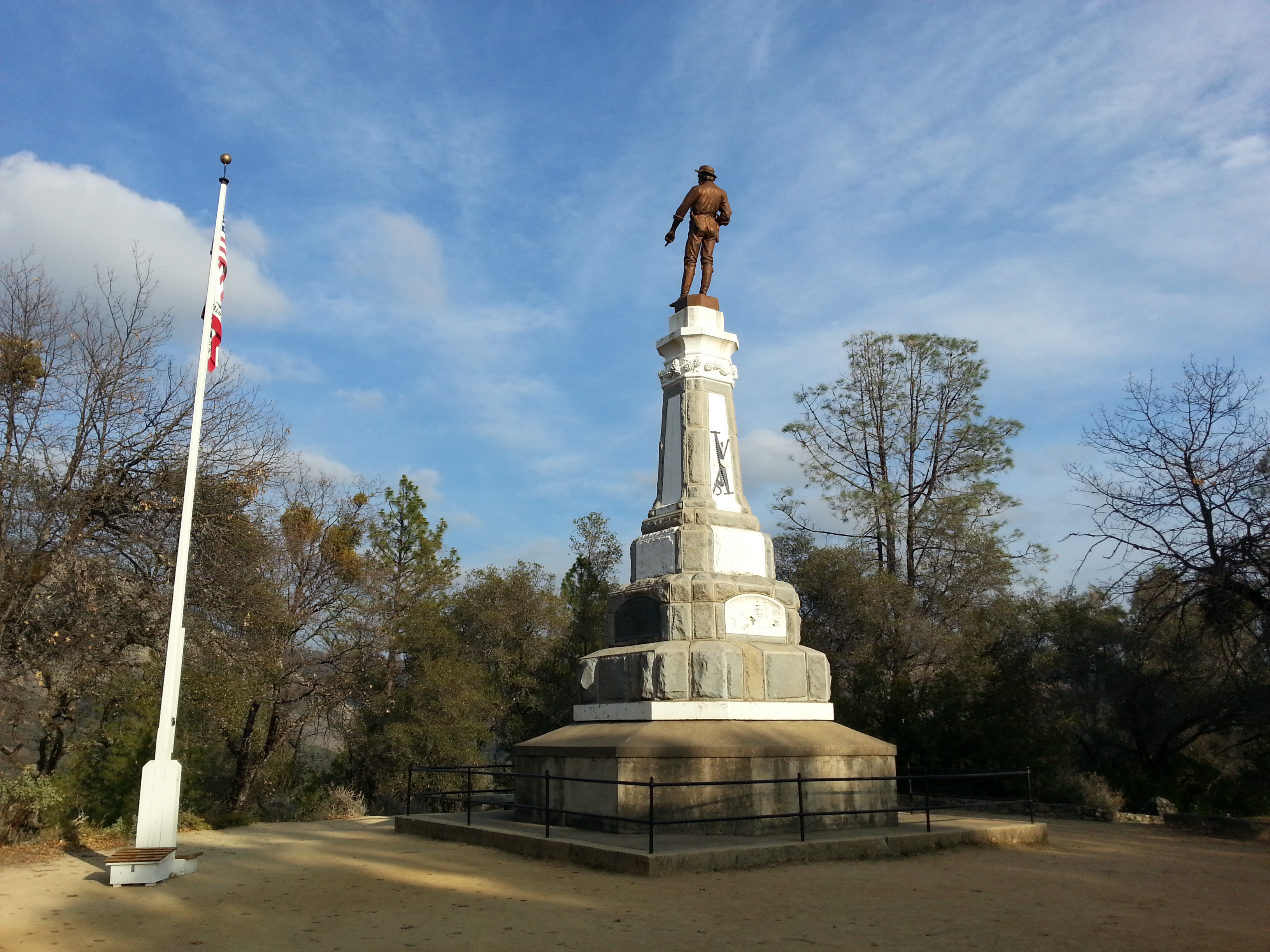
James W. Marshall monument

Replica van Sutter's Mill

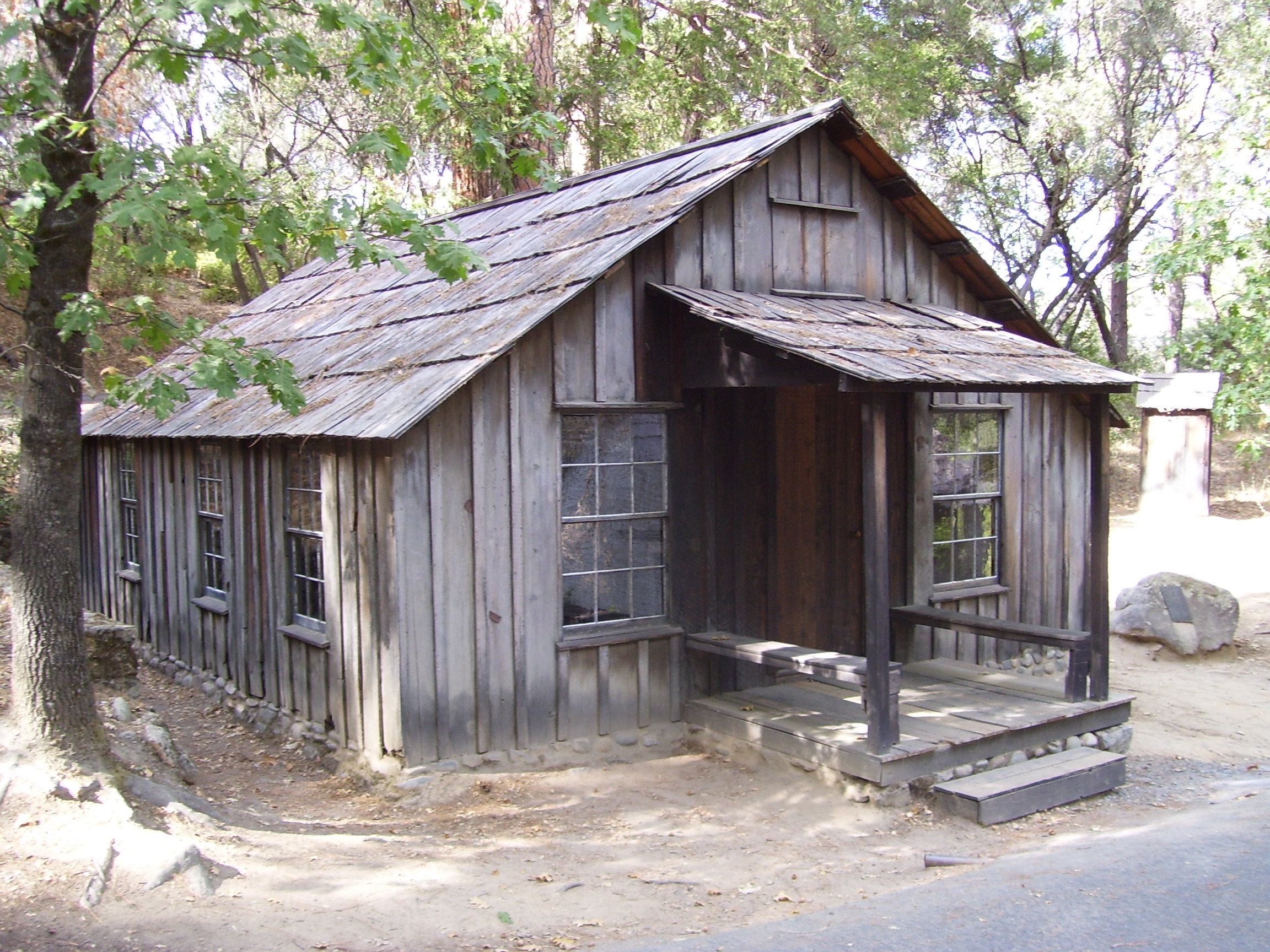
De hut waarin James Marshall woonde

Marshall Gold Discovery State Historic Park is een staatspark van de Amerikaanse staat Californië, gelegen in het spookstadje Coloma. Het park is in 1942 aangelegd als gedenkplaats voor de vondst van goud door James W. Marshall op 24 januari 1848 en de daaropvolgende Californische goldrush.

## Geschiedenis
Het park bevat twee California Historical Landmarks: een monument ter nagedachtenis aan James W. Marshall en Sutter's Mill, de eigenlijke plek waar hij goud ontdekte in 1848. 

### James W. Marshall-monument
De leden van de Native Sons of the Golden West waren van mening dat Marshall gezien zijn significante rol in de Californische goldrush een monument verdiende en maakten dat in 1886 aanhangig. Hierop maakte de Amerikaanse overheid 9.000 dollar vrij voor de bouw van een monument. Dat werd op 3 mei 1890, bijna vijf jaar na de dood van Marshall op 10 augustus 1885, onder belangstelling van 3.500 man onthuld. Op het monument staat een standbeeld van Marshall, wijzend naar de plek waar hij zijn ontdekking deed in 1848. Het Marshall-monument is sinds 1934 geregistreerd als California Historical Landmark #143.

### Sutter's Mill
Sutter's Mill was een houtzaagmolen die in opdracht van pionier John Sutter werd gebouwd. James W. Marshall was een werknemer van Sutter en hij vond op 24 januari 1848 enkele goudklompjes in het rivierbed bij het bouwen van de houtzagerij. De plek markeert het begin van de goldrush. Aangezien de overblijfselen van de oorspronkelijke molen door overstroming zijn vergaan, is er eind jaren 60 een replica van de molen gebouwd. Sutter's Mill is sinds 1955 geregistreerd als California Historical Landmark #530.

## Overige bouwwerken
Het Marshall Gold Discovery State Historic Park is ongeveer 276 hectare groot en omvat ongeveer 70% van de historische stad Coloma. In het park staan in totaal meer dan 20 historische gebouwen, waaronder verschillende huizen, scholen, winkels en mijnbouwgebouwen. Er is tevens een museum, het Gold Discovery Museum, dat tentoonstellingen biedt over de Californische goldrush en onder andere mijnbouwapparatuur, door paarden getrokken voertuigen, huishoudelijke artikelen en andere memorabilia tentoonstelt. Het American River Nature Center, beheerd door de American River Conservancy, biedt muurschilderingen van lokale dieren in het wild, interactieve exposities en houdt levende kleine dieren.
De hele route van California State Route 153 ligt in het park en stelt bezoekers in staat om naar de top van de heuvel te rijden waar het monument voor James W. Marshall staat.